# Mirjana Lučić
Mirjana Lučić-Baroni, née le 9 mars 1982 à Dortmund en Allemagne, est une joueuse de tennis croate. Promise à une grande carrière à la fin des années 1990, une série de blessures la contraint pourtant à une retraite sportive temporaire prématurée.
2012, est l'année de son retour avec une victoire significative contre Marion Bartoli au 2e tour à Wimbledon. En 2017, à 35 ans, elle réalise un début d'année tonitruant en réussissant l'exploit de se qualifier pour les demi-finales de l'Open d'Australie en ayant battu plusieurs top 10. Elle réalise aussi plusieurs performances notables dans d'autres tournois qui lui permettent d'atteindre son meilleur classement en carrière.

## Carrière tennistique
Mirjana Lučić commence le tennis à quatre ans et développe rapidement des talents remarquables. En junior, elle remporte l'US Open en simple en 1996, et l'Open d'Australie en 1997 (en simple et en double): elle n'a pas encore quinze ans.
Elle devient professionnelle sur le circuit WTA en avril 1997. Une semaine après, elle gagne d'entrée l'Open de Bol. La même année, elle atteint la finale à Strasbourg, s'inclinant face à Steffi Graf.
En 1998, elle s'impose en double à l'Open d'Australie avec Martina Hingis. À quinze ans, dix mois et vingt et un jours, elle devient ainsi la plus jeune joueuse à décrocher un titre à l'Open d'Australie. En février, toujours associée à Hingis, elle gagne l'Open de Tokyo. 1999 la voit atteindre les demi-finales de Wimbledon, où elle élimine notamment Monica Seles au troisième tour.
À partir de 2000, fréquemment blessée, elle est contrainte de s'éloigner de la compétition pendant de longues périodes.
Retombée au-delà de la 200e place mondiale en 2003, Mirjana Lučić ne parvient pas à enchaîner les bons résultats. Elle se fait notamment battre dans le tableau qualificatif de l'US Open: il s'agit de sa dernière apparition officielle sur le circuit WTA.
En février 2007, elle renoue avec la compétition au Tournoi de Memphis. En mars, elle se voit offrir une wild card à l'Open d'Indian Wells: elle y passe un tour.
En 2010, elle signe son retour en Grand Chelem à Wimbledon, où elle se fait sortir au premier tour.
En 2014, à l'US Open elle réalise une grande semaine après être sortie des qualifications avec délicatesse. Battant au premier tour Garbiñe Muguruza (6-3, 7-64), tête de série numéro 25, puis Shahar Peer en trois manches, et surtout la troisième mondiale, Simona Halep (7-66, 6-2) et ainsi se qualifie pour la deuxième semaine en Grand Chelem,. Mais elle perd contre l'Italienne Sara Errani, (3-6, 6-2, 0-6).
Puis la semaine d'après, elle remporte le tournoi de Québec (en simple et en double), établissant le record du plus long intervalle entre deux titres WTA. C'est en effet seize ans et quatre mois plus tôt qu'elle avait remportée son dernier titre à Bol (1998). Battant sur son parcours Tímea Babos, Julia Görges et surtout en finale l'Américaine Venus Williams, (6-4, 6-3), tête de série numéro 1,. Ce record lui vaut notamment d'être désignée par les médias et les fans WTA Comeback Player Of The Year.
En mai 2015, après un mauvais début de saison, elle refait à nouveau parler d'elle à Roland-Garros. Elle bat Lauren Davis en trois sets au premier tour, et lors du 2e tour, elle sort en deux sets (7-5, 6-1) la finaliste de l'édition passée Simona Halep, numéro 3 mondiale. Elle est sortie au tour suivant par la Française Alizé Cornet, après avoir remporté le premier set (6-4, 3-6, 5-7).
Au second tour, elle prend un set (3-6, 6-4, 2-6) à la future finaliste, Garbiñe Muguruza à Wimbledon, et après avoir battu difficilement au premier tour Yaroslava Shvedova (7-5, 6-75, 7-5).
Sur la tournée estivale, à Toronto au premier tour, elle bat la 8e mondiale Karolína Plíšková (3-6, 7-65, 6-2), mais ne confirme pas en perdant sèchement contre Roberta Vinci. Alors tenante du titre au tournoi de Québec et tête de série numéro 2, elle perd un set en quart de finale contre la qualifiée Samantha Crawford, mais perd en demi-finale contre la future lauréate Annika Beck (2-6, 6-2, 4-6).
En mai 2016, elle atteint la finale du tournoi de Strasbourg en sortant des qualifications. Battant Wang Qiang en trois sets, elle aligne les trois matchs jusqu'à la finale en ne perdant que cinq jeux maximum par rencontre : contre Tímea Babos, les Françaises Pauline Parmentier et Kristina Mladenovic. Elle sera vaincue sèchement (4-6, 1-6) par une autre Française, Caroline Garcia.

### 2017: meilleur classement en carrière et début d'année incroyable
En 2017 à l'Open d'Australie, elle bat Wang Qiang en trois manches et vainc facilement (6-3, 6-2) la 3e mondiale Agnieszka Radwańska pour rallier le troisième tour. Elle bat en trois manches (3-6, 6-2, 6-3) la Grecque Maria Sakkari et la qualifiée Jennifer Brady, surprise à ce niveau en deux sets (6-4, 6-2), et se qualifie ainsi pour son premier quart de finale à Melbourne à 34 ans. Le 25 janvier, elle atteint la demi-finale du tournoi (la deuxième de sa carrière en Grand Chelem) en battant la 5e mondiale Karolína Plíšková (6-4, 3-6, 6-4) en 1 h 47. Submergée par l'émotion, elle reste plusieurs secondes à genoux sur le central. Elle est interviewée, comme il est de tradition sur le court en fin de rencontre, par une ancienne joueuse qu'elle a rencontrée en match officiel 18 ans plus tôt. Blessée et fatiguée de son parcours, elle perd en 50 minutes (2-6, 1-6) contre Serena Williams la future championne et no 1 mondiale.
Elle revient un mois plus tard pour le tournoi d'Acapulco en tant que tête de série numéro 1, une première dans sa carrière. Battant sans trop de difficulté sur son passage: Belinda Bencic, Shelby Rogers et Pauline Parmentier pour rallier le dernier carré, elle abandonne cependant en demi-finale face à Lesia Tsurenko alors qu'elle était menée 5-0.
En mars à Indian Wells,alors tête de série n°32, elle se fait éliminer par l'invitée américaine Kayla Day (6-4, 5-7, 7-5), une contre-performance pour elle. Deux semaines plus tard à Miami, elle rattrape le coup en battant successivement difficilement Kateryna Bondarenko (6-2, 2-6, 7-62), pour la deuxième fois consécutive Agnieszka Radwańska n°8 mondiale (6-0, 6-3) dans un match incroyable de la part de la croate, puis Bethanie Mattek-Sands (7-5, 6-4), ce qui lui permet de rallier les quarts de finale pour la première fois de sa carrière dans un tournoi Premier Mandatory. Cette belle semaine s'achève cependant par une défaite sèche (6-3, 6-4) contre Karolína Plíšková.
La semaine suivante, pour le lancement de la saison sur terre battue, Mirjana se rend au Tournoi de tennis de Charleston. Au premier tour, elle bat difficilement la qualifiée Serbe Aleksandra Krunić (6-1, 4-6, 6-3), déroule face à Mona Barthel (6-3, 6-2) et Kiki Bertens 21e mondiale (7-65, 6-4), elle bat ensuite la locale Shelby Rogers (6-77, 6-1, 6-1) ce qui lui permet de rallier les demi-finales du tournoi où elle est cependant défaite par la surprise Lettone Jeļena Ostapenko 64e mondiale (3-6, 7-5, 4-6). A ce moment de la saison, Lučić-Baroni a d'ores et déjà réalisé la meilleure saison de sa carrière (16 victoires pour 6 défaites en seulement 4 mois), ce qui lui permet d'atteindre son meilleur classement en carrière, une 21e place mondiale.

## Palmarès

### Titres en simple dames
| No | Date       | Nom et lieu du tournoi         | Catégorie | Dotation  | Surface         | Finaliste      | Score         |          |
| -- | ---------- | ------------------------------ | --------- | --------- | --------------- | -------------- | ------------- | -------- |
| 1  | 28-04-1997 | Croatian Ladies Open, Bol      | Tier IV   | 107 500 $ | Terre (ext.)    | Corina Morariu | 7-5, 6-7, 7-6 | Parcours |
| 2  | 27-04-1998 | Croatian Ladies Open, Bol      | Tier IV   | 107 500 $ | Terre (ext.)    | Corina Morariu | 6-2, 6-4      | Parcours |
| 3  | 08-09-2014 | Coupe Banque Nationale, Québec | Intern'l  | 250 000 $ | Moquette (int.) | Venus Williams | 6-4, 6-3      | Parcours |

### Finales en simple dames
| No | Date       | Nom et lieu du tournoi                   | Catégorie | Dotation  | Surface      | Vainqueure      | Score    |          |
| -- | ---------- | ---------------------------------------- | --------- | --------- | ------------ | --------------- | -------- | -------- |
| 1  | 19-05-1997 | Internationaux de Strasbourg, Strasbourg | Tier III  | 250 000 $ | Terre (ext.) | Steffi Graf     | 6-2, 7-5 | Parcours |
| 2  | 15-05-2016 | Internationaux de Strasbourg, Strasbourg | Intern'l  | 250 000 $ | Terre (ext.) | Caroline Garcia | 6-4, 6-1 | Parcours |

### Titres en double dames
| No | Date       | Nom et lieu du tournoi        | Catégorie | Dotation    | Surface         | Partenaire     | Finalistes                        | Score         |          |
| -- | ---------- | ----------------------------- | --------- | ----------- | --------------- | -------------- | --------------------------------- | ------------- | -------- |
| 1  | 19-01-1998 | Australian Open Melbourne     | G. Chelem | 4 058 100 $ | Dur (ext.)      | Martina Hingis | Lindsay Davenport Natasha Zvereva | 6-4, 2-6, 6-3 | Parcours |
| 2  | 02-02-1998 | Pan Pacific Open Tokyo        | Tier I    | 926 250 $   | Moquette (int.) | Martina Hingis | Lindsay Davenport Natasha Zvereva | 7-5, 6-4      | Parcours |
| 3  | 08-09-2014 | Coupe Banque Nationale Québec | Intern'l  | 250 000 $   | Moquette (int.) | Lucie Hradecká | Julia Görges Andrea Hlaváčková    | 6-3, 7-68     | Parcours |

### Finale en double dames
| No | Date       | Nom et lieu du tournoi   | Catégorie | Dotation  | Surface      | Vainqueures                 | Partenaire       | Score   |          |
| -- | ---------- | ------------------------ | --------- | --------- | ------------ | --------------------------- | ---------------- | ------- | -------- |
| 1  | 27-04-1998 | Croatian Ladies Open Bol | Tier IV   | 107 500 $ | Terre (ext.) | Laura Montalvo Paola Suárez | Joannette Kruger | forfait | Parcours |

### Finale en double mixte
| No | Date       | Nom et lieu du tournoi      | Catégorie | Dotation    | Surface      | Vainqueures                | Partenaire      | Score    |          |
| -- | ---------- | --------------------------- | --------- | ----------- | ------------ | -------------------------- | --------------- | -------- | -------- |
| 1  | 22-06-1998 | The Championships Wimbledon | G. Chelem | 4 404 163 $ | Gazon (ext.) | Serena Williams Max Mirnyi | Mahesh Bhupathi | 6-4, 6-4 | Parcours |

## Parcours en Grand Chelem

### En simple dames
| Année | Open d'Australie                                     | Open d'Australie      | Internationaux de France                            | Internationaux de France                          | Wimbledon                                                | Wimbledon                                       | US Open         | US Open             |
| ----- | ---------------------------------------------------- | --------------------- | --------------------------------------------------- | ------------------------------------------------- | -------------------------------------------------------- | ----------------------------------------------- | --------------- | ------------------- |
| 1997  | -                                                    | -                     | -                                                   | -                                                 | -                                                        | -                                               | 3e tour (1/16)  | Jana Novotná        |
| 1998  | 2e tour (1/32)                                       | Iva Majoli            | -                                                   | -                                                 | 2e tour (1/32)                                           | Serena Williams                                 | 3e tour (1/16)  | Steffi Graf         |
| 1999  | 1er tour (1/64)                                      | Émilie Loit           | 1er tour (1/64)                                     | Arantxa Sánchez                                   | 1/2 finale                                               | Steffi Graf                                     | 2e tour (1/32)  | Tara Snyder         |
| 2000  | 1er tour (1/64)                                      | Martina Hingis        | 1er tour (1/64)                                     | Sylvia Plischke                                   | 2e tour (1/32)                                           | Silvija Talaja                                  | 1er tour (1/64) | Kristie Boogert     |
| 2001  | -                                                    | -                     | 3e tour (1/16)                                      | Jennifer Capriati                                 | Q1 \|\| style="text-align:left" \| Nirupama Vaidyanathan | Q2 \|\| style="text-align:left" \| Evelyn Fauth |                 |                     |
| 2002  | -                                                    | -                     | 2e tour (1/32)                                      | Tatiana Panova                                    | -                                                        | -                                               | 1er tour (1/64) | Venus Williams      |
| 2003  | -                                                    | -                     | Q2 \|\| style="text-align:left" \| Gala León García | Q3 \|\| style="text-align:left" \| Lilia Osterloh | Q1 \|\| style="text-align:left" \| Ally Baker            |                                                 |                 |                     |
|       |                                                      |                       |                                                     |                                                   |                                                          |                                                 |                 |                     |
| 2010  | -                                                    | -                     | -                                                   | -                                                 | 1er tour (1/64)                                          | Victoria Azarenka                               | 2e tour (1/32)  | Jelena Janković     |
| 2011  | 1er tour (1/64)                                      | Sorana Cîrstea        | 1er tour (1/64)                                     | Maria Sharapova                                   | 1er tour (1/64)                                          | Dominika Cibulková                              | 2e tour (1/32)  | Francesca Schiavone |
| 2012  | Q2 \|\| style="text-align:left" \| Victoria Larrière | 1er tour (1/64)       | Svetlana Kuznetsova                                 | 3e tour (1/16)                                    | Roberta Vinci                                            | 1er tour (1/64)                                 | M.J. Martínez   |                     |
| 2013  | 1er tour (1/64)                                      | Lucie Šafářová        | 1er tour (1/64)                                     | Varvara Lepchenko                                 | 2e tour (1/32)                                           | Carla Suárez                                    | 1er tour (1/64) | Sachia Vickery      |
| 2014  | 1er tour (1/64)                                      | Sabine Lisicki        | 1er tour (1/64)                                     | Alison Riske                                      | 1er tour (1/64)                                          | Victoria Azarenka                               | 4e tour (1/8)   | Sara Errani         |
| 2015  | 1er tour (1/64)                                      | Tereza Smitková       | 3e tour (1/16)                                      | Alizé Cornet                                      | 2e tour (1/32)                                           | Garbiñe Muguruza                                | 1er tour (1/64) | Kiki Bertens        |
| 2016  | 1er tour (1/64)                                      | Kirsten Flipkens      | 2e tour (1/32)                                      | Naomi Osaka                                       | 1er tour (1/64)                                          | Dominika Cibulková                              | 2e tour (1/32)  | Angelique Kerber    |
| 2017  | 1/2 finale                                           | Serena Williams       | 1er tour (1/64)                                     | Çağla Büyükakçay                                  | 1er tour (1/64)                                          | Carina Witthöft                                 | 2e tour (1/32)  | Carla Suárez        |
| 2018  | 2e tour (1/32)                                       | Aliaksandra Sasnovich | -                                                   | -                                                 | -                                                        | -                                               | -               | -                   |

à droite du résultat, l’ultime adversaire.

### En double dames
| Année | Open d'Australie               | Open d'Australie              | Internationaux de France     | Internationaux de France    | Wimbledon                     | Wimbledon                    | US Open                       | US Open                      |
| ----- | ------------------------------ | ----------------------------- | ---------------------------- | --------------------------- | ----------------------------- | ---------------------------- | ----------------------------- | ---------------------------- |
| 1998  | Victoire M. Hingis             | L. Davenport N. Zvereva       | -                            | -                           | -                             | -                            | 1er tour (1/32) Monica Seles  | S. Jeyaseelan Rene Simpson   |
| 1999  | 1er tour (1/32) Mary Pierce    | C. Singer H. Vildová          | -                            | -                           | -                             | -                            | 1er tour (1/32) J. Capriati   | C. Cristea R. Dragomir       |
| 2000  | 2e tour (1/16) N. Zvereva      | S. Appelmans Rita Grande      | -                            | -                           | -                             | -                            | -                             | -                            |
| 2011  | -                              | -                             | 2e tour (1/16) Aravane Rezaï | Sara Errani Roberta Vinci   | -                             | -                            | 1er tour (1/32) Tamira Paszek | Pavlyuchenkova V. Zvonareva  |
| 2012  | -                              | -                             | -                            | -                           | 2e tour (1/16) V. Savinykh    | A.-L. Grönefeld Petra Martić | 1er tour (1/32) S. Foretz     | V. Dushevina T. Tanasugarn   |
| 2013  | 3e tour (1/8) J. Janković      | Pavlyuchenkova L. Šafářová    | 3e tour (1/8) J. Janković    | E. Makarova Elena Vesnina   | 1/4 de finale J. Janković     | Hsieh Su-wei Peng Shuai      | 3e tour (1/8) J. Janković     | Hsieh Su-wei Peng Shuai      |
| 2014  | 2e tour (1/16) A.-L. Grönefeld | E. Bouchard V. Dushevina      | 1er tour (1/32) S. Stephens  | G. Muguruza Carla Suárez    | 2e tour (1/16) D. Hantuchová  | E. Makarova Elena Vesnina    | 1er tour (1/32) D. Cibulková  | C. Garcia M. Niculescu       |
| 2015  | 1er tour (1/32) Lisa Raymond   | Kiki Bertens J. Larsson       | -                            | -                           | 1er tour (1/32) J. Janković   | Darija Jurak Ana Konjuh      | 1er tour (1/32) Polona Hercog | Kudryavtseva Pavlyuchenkova  |
| 2016  | 3e tour (1/8) B. Strýcová      | A.-L. Grönefeld C. Vandeweghe | 3e tour (1/8) A. Krunić      | Xu Yifan Zheng Saisai       | 1er tour (1/32) Polona Hercog | Misaki Doi Elina Svitolina   | 2e tour (1/16) M. Sanchez     | A. Hlaváčková Lucie Hradecká |
| 2017  | 1/4 de finale A. Petkovic      | Eri Hozumi Miyu Kato          | 2e tour (1/16) A. Petkovic   | D. Gavrilova Pavlyuchenkova | 2e tour (1/16) A. Petkovic    | Lucie Hradecká K. Siniaková  | 1er tour (1/32) A. Petkovic   | G. Dabrowski Xu Yifan        |
| 2018  | 1er tour (1/32) A. Petkovic    | I.-C. Begu M. Niculescu       |                              |                             |                               |                              |                               |                              |

sous le résultat, la partenaire ; à droite, l’ultime équipe adverse.

### En double mixte
| Année | Open d'Australie              | Open d'Australie             | Internationaux de France | Internationaux de France | Wimbledon                  | Wimbledon              | US Open                   | US Open                |
| ----- | ----------------------------- | ---------------------------- | ------------------------ | ------------------------ | -------------------------- | ---------------------- | ------------------------- | ---------------------- |
| 1998  | -                             | -                            | -                        | -                        | Finale M. Bhupathi         | S. Williams Max Mirnyi | 1/4 de finale M. Bhupathi | S. Williams Max Mirnyi |
| 1999  | 2e tour (1/8) M. Bhupathi     | Kimberly Po D. Johnson       | -                        | -                        | -                          | -                      | -                         | -                      |
| 2000  | -                             | -                            | -                        | -                        | 3e tour (1/8) Jared Palmer | B. Schett N. Lapentti  | -                         | -                      |
| 2011  | 1er tour (1/16) Bernard Tomic | B. Z. Strýcová Oliver Marach | -                        | -                        | -                          | -                      | -                         | -                      |

sous le résultat, le partenaire ; à droite, l’ultime équipe adverse.

## Parcours en «Premier Mandatory» et «Premier 5»
Découlant d'une réforme du circuit WTA inaugurée en 2009, les tournois WTA « Premier Mandatory » et « Premier 5 » constituent les catégories d'épreuves les plus prestigieuses, après les quatre levées du Grand Chelem.

### En simple dames
| Année |              | Premier Mandatory           | Premier Mandatory          | Premier Mandatory            | Premier Mandatory          |       | Premier 5 | Premier 5                  | Premier 5                    | Premier 5                     | Premier 5                   | Premier 5 | Premier 5                   |
| Année | Indian Wells | Miami                       | Madrid                     | Pékin                        |                            | Dubaï | Rome      | Canada                     | Cincinnati                   |                               | Tokyo                       |           |                             |
| Année | Indian Wells | Miami                       | Madrid                     | Pékin                        |                            | Doha  | Rome      | Canada                     | Cincinnati                   |                               | Wuhan                       |           |                             |
| Année | Indian Wells | Miami                       | Madrid                     | Pékin                        |                            |       | Rome      | Canada                     | Cincinnati                   |                               |                             |           |                             |
| 2012  |              |                             |                            |                              |                            |       |           |                            | 1er tour (1/32) D. Cibulková |                               |                             |           |                             |
| 2013  |              | 2e tour (1/32) Y. Wickmayer |                            |                              |                            |       |           |                            |                              |                               |                             |           |                             |
| 2014  |              |                             |                            |                              |                            |       |           | 3e tour (1/8) A. Radwańska |                              |                               |                             |           |                             |
| 2015  |              | 1er tour (1/64) A. Riske    | 1er tour (1/64) A. Riske   | 1er tour (1/32) C. Garcia    | 3e tour (1/8) G. Muguruza  |       |           | 1er tour (1/32) S. Stosur  |                              | 2e tour (1/16) R. Vinci       | 2e tour (1/16) V. Lepchenko |           | 2e tour (1/16) Ka. Plíšková |
| 2016  |              | 1er tour (1/64) M. Puig     | 1er tour (1/64) C. Garcia  | 2e tour (1/16) L. Siegemund  | 1er tour (1/32) S. Lisicki |       |           |                            |                              | 2e tour (1/16) A. Kerber      |                             |           | 1er tour (1/32) C. Garcia   |
| 2017  |              | 2e tour (1/32) K. Day       | 1/4 de finale Ka. Plíšková | 1er tour (1/32) M. Sharapova |                            |       |           |                            | 3e tour (1/8) A. Kontaveit   | 1er tour (1/32) M. Rybáriková | 1er tour (1/32) C. Suárez   |           |                             |

Sous le résultat, l’ultime adversaire.

### En double dames
| Année                   | Premier Mandatory  | Premier Mandatory          | Premier Mandatory       | Premier Mandatory      | Premier Mandatory | Premier Mandatory | Premier Mandatory | Premier Mandatory | Premier 5 | Premier 5               | Premier 5 | Premier 5                 | Premier 5         | Premier 5 | Premier 5 | Premier 5                | Premier 5              | Premier 5  | Premier 5 | Premier 5 | Premier 5 | Premier 5 |
| Année                   | Indian Wells       | Indian Wells               | Miami                   | Miami                  | Madrid            | Madrid            | Pékin             | Pékin             | Dubaï     | Dubaï                   | Doha      | Doha                      | Rome              | Rome      | Canada    | Canada                   | Cincinnati             | Cincinnati | Tokyo     | Tokyo     | Wuhan     | Wuhan     |
| ----------------------- | ------------------ | -------------------------- | ----------------------- | ---------------------- | ----------------- | ----------------- | ----------------- | ----------------- | --------- | ----------------------- | --------- | ------------------------- | ----------------- | --------- | --------- | ------------------------ | ---------------------- | ---------- | --------- | --------- | --------- | --------- |
| 2011                    |                    |                            |                         |                        |                   |                   |                   |                   |           |                         |           |                           |                   |           |           |                          |                        |            |           |           |           |           |
| —                       | —                  | —                          | —                       | —                      | —                 | —                 | —                 | —                 | —         |                         |           | 1er tour (1/16) Scheepers | Brianti Hercog    | —         | —         | —                        | —                      | —          | —         |           |           |           |
| 2013                    |                    |                            |                         |                        |                   |                   |                   |                   |           |                         |           |                           |                   |           |           |                          |                        |            |           |           |           |           |
| 2e tour (1/8) Janković  | Petrova Srebotnik  | 1er tour (1/16) Zheng Jie  | Hsieh Su-wei Peng Shuai | 2e tour (1/8) Janković | Black Erakovic    | —                 | —                 |                   |           | —                       | —         | 1/4 de finale Janković    | Petrova Srebotnik | —         | —         | 1er tour (1/16) Janković | Kudryavtseva Rodionova | —          | —         |           |           |           |
| 2014                    |                    |                            |                         |                        |                   |                   |                   |                   |           |                         |           |                           |                   |           |           |                          |                        |            |           |           |           |           |
| 2e tour (1/8) Dushevina | Hradecká Zheng Jie | 2e tour (1/8) Darija Jurak | Peschke Srebotnik       |                        |                   |                   |                   |                   |           | 2e tour (1/8) Grönefeld | Forfait   |                           |                   |           |           |                          |                        |            |           |           |           |           |

N.B. : le nom de la partenaire se trouve sous le résultat ; le nom des ultimes adversaires se trouve à droite.

## Parcours en Fed Cup
| #                                                                     | Date       | Lieu         | Surface         | Gagnante(s)              | Perdante(s)                    | Score           |          |
|                                                                       |            |              |                 |                          |                                |                 |          |
| 1996 - Barrage (groupe mondial II) - Chili - Croatie - 0 : 5          |            |              |                 |                          |                                |                 |          |
| 1                                                                     | 13/07/1996 | Viña del Mar | Terre (ext.)    | Mirjana Lučić            | Barbara Castro                 | 6-1, 3-6, 6-3   | Parcours |
| 1                                                                     | 13/07/1996 | Viña del Mar | Terre (ext.)    | Mirjana Lučić            | Paula Cabezas                  | 6-3, 6-2        | Parcours |
| 1                                                                     | 13/07/1996 | Viña del Mar | Terre (ext.)    | Mirjana Lučić Maja Murić | Paula Cabezas M. Quezada       | 7-5, 6-2        | Parcours |
|                                                                       |            |              |                 |                          |                                |                 |          |
| 1997 - 1/4 de finale (groupe mondial II) - Croatie - Autriche - 4 : 1 |            |              |                 |                          |                                |                 |          |
| 2                                                                     | 01/03/1997 | Zagreb       | Dur (int.)      | Mirjana Lučić            | Judith Wiesner                 | 7-5, 6-1        | Parcours |
| 2                                                                     | 01/03/1997 | Zagreb       | Dur (int.)      | Mirjana Lučić            | Barbara Schett                 | 6-2, 5-7, 7-5   | Parcours |
| 2                                                                     | 01/03/1997 | Zagreb       | Dur (int.)      | Mirjana Lučić Maja Murić | Karin Kschwendt Marion Maruska | 6-4, 6-3        | Parcours |
|                                                                       |            |              |                 |                          |                                |                 |          |
| 1997 - Barrage (groupe mondial I) - Allemagne - Croatie - 3 : 2       |            |              |                 |                          |                                |                 |          |
| 3                                                                     | 12/07/1997 | Francfort    | Moquette (ext.) | Anke Huber               | Mirjana Lučić                  | 6-2, 6-2        | Parcours |
| 3                                                                     | 12/07/1997 | Francfort    | Moquette (ext.) | Mirjana Lučić            | Meike Babel                    | 6-4, 6-1        | Parcours |
| 3                                                                     | 12/07/1997 | Francfort    | Moquette (ext.) | Meike Babel Anke Huber   | Mirjana Lučić Iva Majoli       | 7-64, 6-74, 6-1 | Parcours |
|                                                                       |            |              |                 |                          |                                |                 |          |
| 1998 - 1/4 de finale (groupe mondial II) - Croatie - Japon - 4 : 1    |            |              |                 |                          |                                |                 |          |
| 4                                                                     | 25/04/1998 | Dubrovnik    | Terre (ext.)    | Mirjana Lučić            | Naoko Sawamatsu                | 6-3, 7-65       | Parcours |
| 4                                                                     | 25/04/1998 | Dubrovnik    | Terre (ext.)    | Mirjana Lučić            | Yuka Yoshida                   | 6-1, 6-2        | Parcours |

## Classements WTA en fin de saison
| Année          | 1997 | 1998 | 1999 | 2000 | 2001 | 2002 | 2003 | 2004 | 2005 | 2006 | 2007 | 2008 | 2009 | 2010 | 2011 | 2012 | 2013 | 2014 | 2015 | 2016 | 2017 | 2018 |
| Rang en simple | 52   | 51   | 50   | 207  | 191  | 202  | 335  | –    | –    | –    | 454  | 423  | 288  | 105  | 116  | 108  | 104  | 61   | 67   | 81   | 32   | 343  |
| Rang en double | –    | 20   | 198  | 255  | 431  | –    | –    | –    | –    | –    | –    | 568  | –    | –    | 248  | 224  | 37   | 76   | 457  | 116  | 81   | 1154 |

Source : (en) Classements de Mirjana Lučić sur le site officiel de la Fédération internationale de tennis

## Records et statistiques

### Victoires sur le top 10
Toutes ses victoires sur des joueuses classées dans le top 10 de la WTA lors de la rencontre.
| Légende         |
| Grand Chelem    |
| Jeux olympiques |
| Masters         |
| Premier         |
| Elite Trophy    |
| Intern'l        |
| Fed Cup         |

| #  |        |      | Tournoi          | Année | Surface      |                   | Adversaire          | Rang  | Tour          | Score          | Tableau |
| -- | ------ | ---- | ---------------- | ----- | ------------ | ----------------- | ------------------- | ----- | ------------- | -------------- | ------- |
| 1  | NC     |      | Bol              | 1997  | Terre battue |                   | Amanda Coetzer      | no 10 | 1/2           | 6-4, 6-3       | Tableau |
| 2  | no 47  |      | Rome             | 1998  | Terre battue |                   | Mary Pierce         | no 6  | 1/8           | 7-5, 6-4       | Tableau |
| 3  | no 134 |      | Wimbledon        | 1999  | Gazon        |                   | Monica Seles        | no 4  | 1/16          | 7-6, 7-6       | Tableau |
| 4  | no 134 |      | Wimbledon        | 1999  | Gazon        | Nathalie Tauziat  | no 8                | 1/4   | 4-6, 6-4, 7-5 |                | Tableau |
| 5  | no 129 | 2012 | Wimbledon        | Gazon |              | Marion Bartoli    | no 9                | 1/32  | 6-4, 6-3      | Tableau        |         |
| 6  | no 121 |      | US Open          | 2014  | Dur          |                   | Simona Halep        | no 2  | 1/16          | 7-66, 6-2      | Tableau |
| 7  | no 70  |      | Roland Garros    | 2015  | Terre battue |                   | Simona Halep        | no 3  | 1/32          | 7-5, 6-1       | Tableau |
| 8  | no 51  |      | Toronto          | 2015  | Dur          |                   | Karolína Plíšková   | no 8  | 1/32          | 3-6, 7-65, 6-2 | Tableau |
| 9  | no 79  |      | Open d'Australie | 2017  | Dur          |                   | Agnieszka Radwańska | no 3  | 1/32          | 6-3, 6-2       | Tableau |
| 10 | no 79  |      | Open d'Australie | 2017  | Dur          | Karolína Plíšková | no 5                | 1/4   | 6-4, 3-6, 6-4 |                | Tableau |
| 11 | no 29  |      | Miami            | 2017  | Dur          |                   | Agnieszka Radwańska | no 8  | 1/16          | 6-0, 6-3       | Tableau |